# Mycalesis milyas
Mycalesis milyas är en fjärilsart som beskrevs av William Chapman Hewitson 1864. Mycalesis milyas ingår i släktet Mycalesis och familjen praktfjärilar. Inga underarter finns listade i Catalogue of Life.